# Всеобщие выборы в Коста-Рике (2010)
Президентские и парламентские выборы в Коста-Рике прошли 7 февраля 2010 года. На них были избраны президент Коста-Рики, два вице-президента и 57 депутатов Законодательного собрания Коста-Рики.
Президент Коста-Рики Оскар Ариас Санчес не мог баллотироваться на второй срок согласно статье 123 Конституции Коста-Рики.
7 февраля Оттон Солис признал поражение после того, как Лаура Чинчилья набрала более 45 %. Таким образом, Лаура Чинчилья стала первой женщиной-президентом Коста-Рики.

## Президентские выборы

### Кандидаты
- Лаура Чинчилья от правящей Партии национального освобождения, бывшая вице-президент.
- Оттон Солис от оппозиционной Партии гражданское действие, бывший кандидат в 2006 году.
- Отто Гевара от Либертарианского движения, бывший кандидат в 2006 году.
- Луис Фишман, член Партии социал-христианского единства, вице-президент при президенте Абель Пачеко.

### Результаты
| Кандидаты — Партии                                                              | Голоса    | %      |
| ------------------------------------------------------------------------------- | --------- | ------ |
| Лаура Чинчилья — Партия национального освобождения                              | 863 803   | 46,78  |
| Оттон Солис — Партия гражданского действия                                      | 464 454   | 25,15  |
| Отто Гевара — Либертарианское движение                                          | 384 540   | 20,83  |
| Луис Фишман — Партия социал-христианского единства                              | 71 330    | 3,86   |
| Лорес Лопес — Доступ без исключения                                             | 35 215    | 1,91   |
| Майра Гонсалес — Коста-риканская партия обновления                              | 13 376    | 0,72   |
| Эухенио Трехос — Широкий фронт                                                  | 6822      | 0,37   |
| Рональдо Арайя — Патриотический альянс*                                         | 3795      | 0,21   |
| Вальтер Муньос — Партия национальной интеграции*                                | 3198      | 0,17   |
| Всего (явка 69,14 %)                                                            | 1 846 533 | 100,00 |
| * Кандидаты отказался в пользу Оттона Солиса 15 января 2010 года. Источник: TSE |           |        |

## Парламентские выборы

Распределение мест парламента Коста-Рики после выборов 2010 года:
Партия национального освобождения
Партия гражданское действие
Либертарианское движение
Социально-христианский союз
партия Доступ без исключения
Прочие партии

| Партии                                                                   | Голоса    | %      | Места |
| ------------------------------------------------------------------------ | --------- | ------ | ----- |
| Партия национального освобождения (Partido Liberación Nacional)          | 708 043   | 37,16  | 23    |
| Партия гражданского действия (Partido Acción Ciudadana)                  | 334 636   | 17,68  | 11    |
| Либертарианское движение (Partido Movimiento Libertario)                 | 275 518   | 14,48  | 9     |
| Доступ без исключения (Accesibilidad sin Exclusión)                      | 171 858   | 9,17   | 4     |
| Партия социал-христианского единства (Partido de Unidad Socialcristiana) | 155 047   | 8,05   | 6     |
| Партия национальной интеграции (Partido Renovación Costariccense)        | 73 150    | 3,79   | 1     |
| Широкий фронт (Frente Amplio)                                            | 68 987    | 3,66   | 1     |
| Партия национального возрождения (Restauración Nacional)                 | 29 530    | 1,62   | 1     |
| Патриотический альянс (Partido Alianza Patriótica)                       | 28 349    | 1,49   | —     |
| Партия национальной интеграции (Partido Integración Nacional)            | 14 643    | 0,83   | —     |
| Картахенский сельский союз (Unión Agrícola Cartaginés)                   | 11 862    | 0,58   | —     |
| Возрождение Эредии (Restauración Herediana)                              | 7953      | 0,43   | —     |
| Возрождение Алахуэлы (Restauración Alajuelense)                          | 7298      | 0,39   | —     |
| Прозрачный Картаго (Transparencia Cartaginés)                            | 4590      | 0,23   | —     |
| Зелёные экологисты (Verde Ecologista)                                    | 2901      | 0,15   | —     |
| Альянс пожилых (Partido Alianza Mayor)                                   | 2724      | 0,15   | —     |
| Семейная сила Алахуэлы (Fuerza Familiar Alajuelense)                     | 1609      | 0,08   | —     |
| Движение рабочих и фермеров (Movimiento de Trabajadores y Campesinos)    | 1127      | 0,06   | —     |
| Всего (около 69,08 %)                                                    | 1 738 611 | 100,00 | 57    |
| Источник: TSE                                                            |           |        |       |